# La Petite-Boissière
La Petite-Boissière – miejscowość i gmina we Francji, w regionie Nowa Akwitania, w departamencie Deux-Sèvres.
Według danych na rok 1990 gminę zamieszkiwały 652 osoby, a gęstość zaludnienia wynosiła 50 osób/km² (wśród 1467 gmin regionu Poitou-Charentes La Petite-Boissière plasuje się na 460. miejscu pod względem liczby ludności, natomiast pod względem powierzchni na miejscu 678.).